# Claes Grafström
Claes Michael Grafström, född den 15 november 1947 i Stockholm, är en svensk militär. Han är son till Anders Grafström.
Grafström anställdes vid Livregementets husarer 1969. Han genomgick Militärhögskolans allmänna kurs 1975–1976 och dess stabskurs 1977–1979. Grafström var lärare vid Krigsskolan på Karlberg 1979–1982. Han tjänstgjorde för Förenta Nationerna på Cypern 1982–1983 och vid arméstaben 1983–1990. Grafström var överstelöjtnant och chef för Livgardets dragoner 1991–1993, sektionschef vid Högkvarteret 1993–1998 och chef för Försvarsmusikcentrum 1998–2007. Han var ordförande för Militärmusiksamfundet 1994–2000.